# Капустян Яків Сергійович
Яків Капустян (6 жовтня 1890, с. Чаплі, Новомосковський повіт, Катеринославська губернія, нині у складі Дніпра — 11 квітня 1938, Дніпро, Україна) — український політичний діяч, член Мануйлівської «Просвіти» (1914), член УСДРП у 1914 — 1919. Жертва російського окупаційного терору.

## Життєпис
Селянська родина була багата хлопцями, — окрім Якова, брати Іван, Костянтин, Захар... Прізвище Капустян — досить поширене в селі, відтак багато і родичів, і однофамільців. Село належало до Новомосковського повіту, тому Капустяна віддали до Новомосковського училища навчатися ковальській справі. По закінченні навчання хлопцеві вручили «премію» — ковадло. І хоч проминуло відтоді вже мало не сто років, ковадло, як родинну реліквію, до смерті в 2000 зберігав син Валентин.

Яків Капустян з дружиною і сином. Фото бл. 1932 р.

Згодом Капустян опиняється в Мануйлівці: під Катеринославом, працює в Нижньодніпровських залізничних майстернях. У вільний час приходить до Мануйлівської «Просвіти», членом якої він був з 1914 Коли Федір Дубовий створив осередок УСДРП при майстернях, у 1914 Капустян став членом нелегальної партії, яка в умовах Першої світової війни була під особливо пильним наглядом жандармів.
У травні 1917 Капустяна обрали делегатом на губернський з’їзд УСДРП. Його втягує вир бурхливих революційних подій. Він став помітною постаттю місцевого громадського життя. У тому ж 1917 обирається членом губернської ради, кандидатом в Українські установчі збори від УСДРП. Ісаак Мазепа згодом писав: 

«Просто не вірилося, як в темну ніч царської реакції, в умовах підпільної нелегальної праці, могли виховатися кадри таких свідомих і відданих справі людей, як, наприклад, Я. Капустян...»

І. Мазепа називає Капустяна серед обраних у серпні 1917 членів міської думи (ради) від УСДРП. Цю партію в міській думі представляли І. Вирва, Г. Горобець, Ф. Дубовий, П. Заремба, І. Мазепа і Капустян.
Згадує один з лідерів УСДРП Панас Феденко: 

«Мазепа, Третяк, Капустян і інші українські члени Совету (в січні 1918) під кулями, що літали вулицями Катеринослава, ходили на переговори між штабами, українським і російським-большевицьким, — як політичні дорадники і радили українській команді стояти твердо на вимогах свого ультиматуму Червоній Гвардії».

На 10 січня 1919 у Києві було призначено VI з'їзд УСДРП. Його делегатом обирається і Капустян. Разом з іншими делегатами йому був даний наказ твердо стояти на платформі загального виборчого права і демократичного ладу в Україні. На з’їзді не вдалося уникнути розколу в партії: частина делегатів була настроєна прорадян-ськи.
І. Мазепа згадував: 

«З Катеринослава я і мої партійні товариші, П. Феденко, І. Романченко, Т. Грабовий, Я. Капустян та інші, мали точні директиви: твердо стояти на протисовітській позиції. Там, на місці, ми добре бачили, що вся політика большевиків прямує до окупації України російським військом».

Решта була проти більшовицького нехтування демократією. Капустян належав до останніх, тепло писав про нього один з лідерів УСДРП, прем’єр уряду УНР І. Мазепа.
Та сили були нерівні, і під тиском з півночі український уряд і армія витіснилися до Польщі. Капустян їде з урядом до самого кордону, але в останню хвилину емігрувати передумав. Вирішив залишитися на рідній Україні, ділити з нею всі випробування.
Повернувшись додому, дізнався, що його дружину під час громадянської війни катували, вимагали зізнатися, де був у той час її чоловік. їй припікали вогнем п’яти, знущалися (нелюдськи знущалися більшовики над матір’ю і дружиною іншого активного українського робітника — А. Хижняка, про що згодом свідчив сам він на допитах). Дружина Капустяна не витримала катувань, втратила розумову рівновагу і згодом повісилась.
Катеринославські заводи були фактично паралізовані в результаті громадянської війни. А коли ще у них у Мануйлівці згоріла хата, згадував син Валентин, то батькові нічого не залишилось, як податися до рідного села Чаплі. Тут Капустян починає будувати нову хату. У 1924 одружується вдруге — з молодою акушеркою і фельдшером Євдокією Крупською.

Протокол обшуку у Якова Капустяна. 1938 р.

Сфальсифікована довідка про смерть Якова Капустяна, видана в 1946 р.

У 1920 в Чаплях відкрився епідемічний барак, де лікували хворих на тиф, який став справжнім лихом. У тому ж 1920 письменник Валер’ян Підмогильний пише оповідання «В епідемічному бараці», надруковане вперше у 1921. В основі його — реальний факт існування в селі бараку. Збереглася тогочасна посвідка, датована 26 жовтня 1920: «Выдано настоящее Евдокии Гавриловне Крупской в том, что она работала в качестве сестры милосердия и акушерки в эпидемическом бараке в с. Чапли». Таким чином, Євдокія Крупська могла послужити одним з прообразів оповідання «В епідемічному бараці». Вони з В. Підмогильним ровесники (вона всього на рік старша), були добре знайомі й ім’я письменника часто згадувалося в родині.
Капустян працював у кооперації в рідному селі. У 1926 у них народився син Валентин (помер у 2000). А коли хлопчикові було років півтора-два, родина переїхала до Дніпра. А в хату вселився одразу ж комуніст Хаєнко. Капустяни їздили в рідне село. Батько, за спогадами сина, хотів зайти у свою хату, а той комуніст його і на поріг не пустив, погрожував. Напевне, у цьому вчувався відгомін тодішньої безправності Капустяна, як колишнього члена «петлюрівської» партії. Недарма ж його змусили щотижня відмічатися в ДПУ.
Наприкінці 1920-х, згадував син, Капустян, маючи золоті руки робочої людини, влаштувався працювати в артілі «Металіст», що знаходилася на розі Юр'ївської і Казанської вулиць (нині на розі вулиць Симона Петлюри та Михайла Грушевського). Згодом перейшов працювати зі слюсарної частини на завод ВАТ.
Вдома було багато технічних книжок про паровози, які любив гортати син. Батько вступив на вечірній факультет, мабуть, технікуму. Вечорами робив вдома креслення, дипломні роботи, згодом отримав диплом техніка, здобув середню освіту. Після цього став механіком точних приладів (мікроскопи тощо), які треба було налагоджувати.
У 1930-х Капустян працював слюсарем Інституту фізичної хімії в Дніпрі, який носив ім"я академіка Л. Писаржевського і знаходився на вулиці Писаржевського. Був співробітником Олександра Бродського (1895 — 1969), пізніше академіка, який першим у СРСР отримав важку воду (1934). Син Валентин пригадував, як вони з батьком приходили в майстерні, що знаходилися в підвальних приміщеннях.
Молодий науковець О. Бродський працював під керівництвом академіка Л. Писаржевського. Валентин Якович пригадував, що батькові дали завдання виготовити апарат для важкої води. Хлопчик бачив цей апарат у вигляді невеликого циліндра. Слюсареві Капустяну виділялися для наукової мети дорогоцінні метали — платина, золото.
У вільний час Капустян любив читати, прищепив цю любов й синові, згодом — лікареві-хірургу, викладачеві Дніпропетровського медичного інституту. Бувало, повз книжки він не міг спокійно пройти. Син у пам’ять про батька зберігав «Кобзар» Шевченка, випущений Українським видавництвом у Катеринославі в 1918 (перших кілька сторінок разом з титульною відсутні — напевне, вирізана була передмова В. Доманицького). Коли в 1970 помирала Євдокія Крупська, вона просила сина принести їй до лікарні цього «Кобзаря» — немов прощалася з чоловіком, який торкався дорогих сторінок.
Влітку 1938 Капустян планував будувати нову хату. Цим разом на Верхньому селищі (угорі, де закінчувався проспект Кірова, нині Ол. Поля в Дніпрі), бо набридло наймати квартири, хотілося нарешті мати свій куток.
Збереглися маленькі любительські фото Капустяна в українській чумарці біля якихось будівельних матеріалів. Потім дружина пізнає його чумарку на одному з енкаведистів...
Капустяна заарештовано Дніпропетровським управлінням НКВС 27 червня 1938. На момент арешту склад сім’ї: дружина Євдокія Гаврилівна Крупська, 1900 р. н. і син Валентин, 1926 р. н., школяр. В одній справі з Капустяном проходили Ілько Вирва, Артем Капустян, Трохим Зеленський, Сергій Бондаренко і Трохим Сахарцев.
11 квітня 1939 відбулося засідання трійки управління НКВС по Дніпропетровській області. Усіх шістьох звинувачено у контрреволюційній діяльності і всіх шістьох розстріляно. «Все особисто їм належне майно конфіскувати!»
Їх реабілітовано Постановою президії Дніпропетровського обласного суду від 16 травня 1956.
На прохання біографа Якова Капустяна Миколи Чабана Валентин Капустян показав місце здогадного розстрілу та  поховання його батька. На тому місці нині збудовано висотний будинок поблизу парку ім. академіка Писаржевського (народна назва "Сосонки"). Дивовижно, але офіційна могила академіка Лева Писаржевського і безіменні останки розстріляного слюсаря його інституту Якова Капустяна - на відстані кількох десятків метрів.